# ریمزول
ریمزول (به انگلیسی: Rimswell) یک روستا و محله مدنی در بریتانیا است که در East Riding of Yorkshire واقع شده‌است. ریمزول ۲۳۵ نفر جمعیت دارد.